# Нуромський Олексій Костянтинович
Олексій Костянтинович Нуромський (9 лютого 1891 — 23 грудня 1937) — радянський військовий ветеринар, начальник ветеринарної служби Українського та пізніше Київського військових округів, бригветлікар.
Арештований 30.09.1937. Військовою колегією Верховного Суду СРСР за ст. 54-1-б КК УРСР (зрада батьківщини військовослужбовцем), ст. 54-8 КК УРСР (терористичний акт), ст. 54-11 КК УРСР (підготування до контрреволюційних злочинів) 22.12.1937 засуджений до ВМП, конфіскація усього майна, позбавлення військового звання, розстріляний 23.12.1937р. у м. Києві.

## Відзнаки
- Орден Трудового Червоного Прапора УСРР (14.02.1928)[1]